# RIM-66 Standard MR

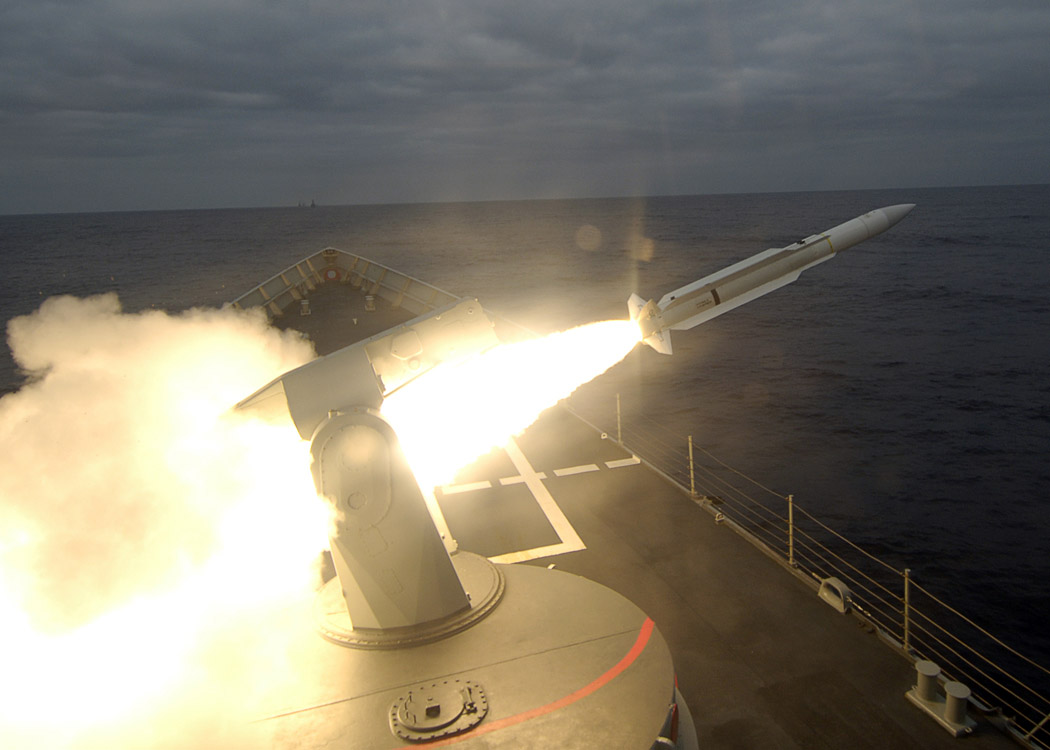
En RIM-66 avfyras från den spanska fregatten Canaras under övningen UNITAS.
13 juli 2006

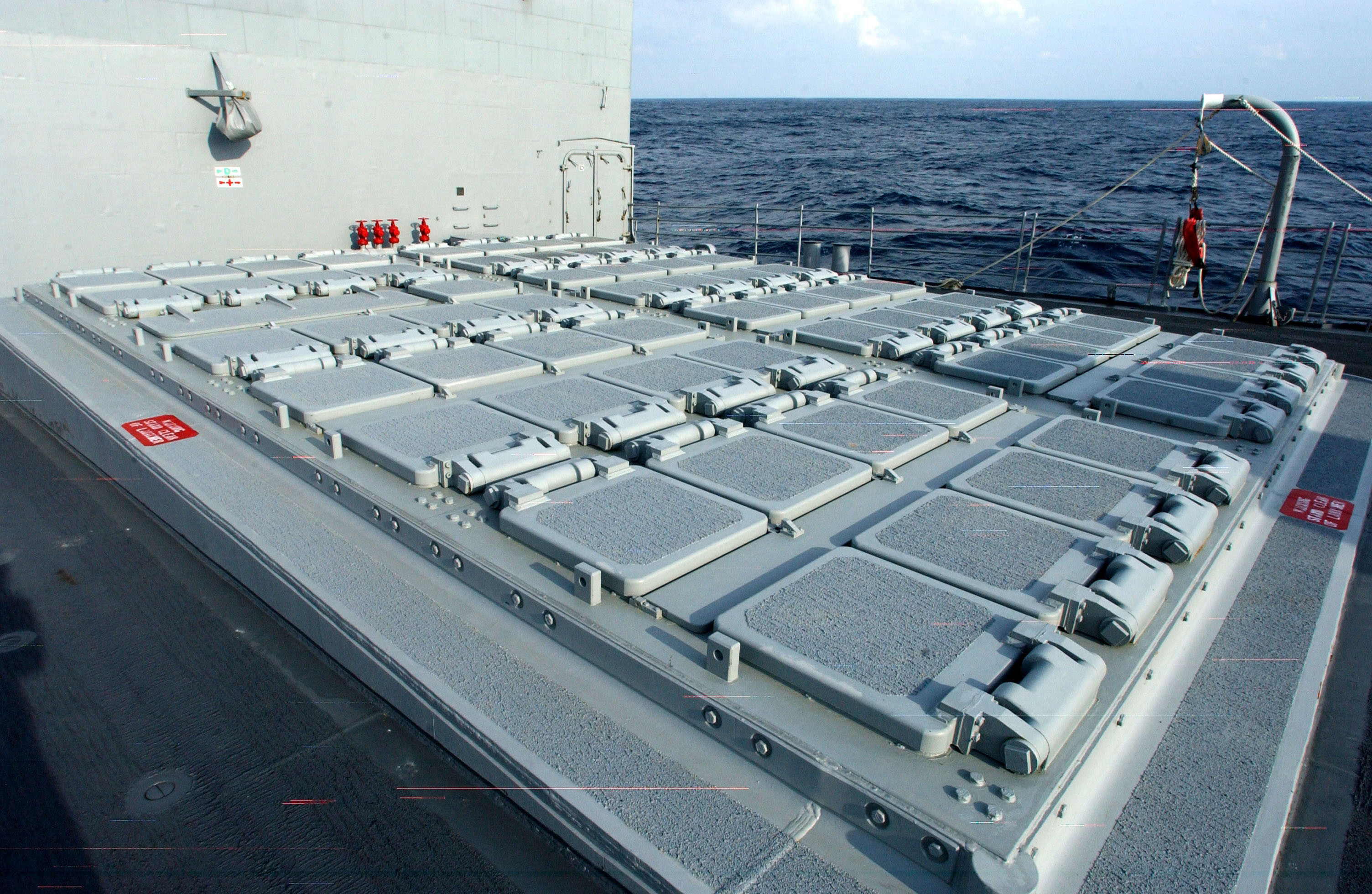
Vertikala avfyringstuber för bland annat SM-2MR ombord på kryssaren USS San Jacinto.

RIM-66 Standard MR (MR = Medium Range) är en luftvärnsrobot utvecklad för USA:s flotta.

## Historia

### Standard Missile 1
1963 startade ett program för att ersätta luftvärnsroboten RIM-24 Tartar. Den nya roboten fick namnet Standard Missile 1 (SM-1) och hade samma motor och skal som den tidigare Tartar för att passa i redan existerande lavetter och magasin. Den togs i tjänst 1968.

### Standard Missile 2
På 1970-talet utvecklades nästa generations luftvärnsrobot för Aegis-systemet ombord på de nya kryssarna av Ticonderoga-klass. Den hade fortfarande samma skal, men den behövde inte längre vara kompatibel med de gamla robotsystemen från 1950-talet.
Den största skillnaden mot tidigare var att den nya roboten, som fick namnet Standard Missile 2 (SM-2), bara använde sig av semiaktiv radarmålsökning under slutfasen. Största delen av banan använde den sig av tröghetsnavigering för att flyga till den punkt där målsökaren slogs på. Aegis-systemet hade också en datalänk med vilken roboten kunde fjärrstyras.
Fartyg som inte hade Aegis-systemet genomgick uppgraderingsprogrammet NTU (New Threat Upgrade) för att kunna utnyttja SM-2-robotens egenskaper till fullo.

### VLS
I mitten på 1980-talet gick man ifrån de långsamma och sårbara robotlavetterna och övergick till att i stället skjuta robotarna ur vertikala avfyringstuber. Det ställde nya krav på robotarna, men RIM-66H och RIM-66M kan avfyras vertikalt.
VLS-systemet är modulärt och tuberna kan laddas med många olika typer av robotar, till exempel RGM-84 Harpoon och RGM-109 Tomahawk som är både längre och bredare än Standard-robotarna. Det ledde till att RIM-66 under 2000-talet ersattes av RIM-161 Standard Missile 3.

## Olyckor
Den 3 juli 1988 sköt den amerikanska kryssaren USS Vincennes ner det iranska trafikflygplanet IR655 med två SM-2MR-robotar över Hormuzsundet efter att flygplanet hade misstagits för en iransk F-14 Tomcat.

## Varianter
| Beteckning | Serie                  | System | Noteringar                                                                                                 |
| ---------- | ---------------------- | ------ | --- |
| RIM-66A    | SM-1MR Block I till IV | Tartar | Ursprungsmodellen med motorn Aerojet Mk 27.                                                                |
| RIM-66B    | SM-1MR Block V         | Tartar | Aerojet Mk 56-motor med längre räckvidd.                                                                   |
| RIM-66C    | SM-2MR Block I         | Mk 26  | Robot för Aegis-systemet. Ny sprängladdning, tröghetsnavigering och monopuls-sökare.                       |
| RIM-66D    | SM-2MR Block I         | NTU    | Ny sprängladdning, tröghetsnavigering och monopuls-sökare. Anpassat för äldre fartyg med NTU-uppgradering. |
| RIM-66E    | SM-1MR Block VI        | Tartar | RIM-66B uppgraderad med samma monopuls-sökare som SM-2.                                                    |
| RIM-66G    | SM-2MR Block II        | Mk 26  | Ny signalprocessor för att motverka störsändning.                                                          |
| RIM-66H    | SM-2MR Block II        | Mk 41  | Thiokol Mk 104-motor med längre räckvidd. Anpassad för vertikal avfyring (VLS)                             |
| RIM-66J    | SM-2MR Block II        | NTU    | Thiokol Mk 104-motor med längre räckvidd.                                                                  |
| RIM-66K    | SM-2MR Block III       | NTU    | Förbättrad förmåga att träffa mål på mycket låg höjd.                                                      |
| RIM-66L    | SM-2MR Block III       | Mk 26  | Förbättrad förmåga att träffa mål på mycket låg höjd.                                                      |
| RIM-66M    | SM-2MR Block III       | Mk 41  | Förbättrad förmåga att träffa mål på mycket låg höjd. Dual-head med IR-målsökare.                          |

- Tartar = luftvärnssystem ursprungligen byggda för den äldre roboten RIM-24 Tartar. Kan enbart skjuta SM-1 robotar.
- Mk 26 = Tvåarmad avfyringsramp som användes i Aegis-systemet ombord på Ticonderoga-klassen.
- Mk 41 = Vertikala robottuber (VLS) monterade under däck. Ersatte Mk 26.
- NTU = New Threat Upgrade. Tartar-system ombyggda för att kunna skjuta SM-2 robotar.

## Användare
- Australiens flotta
  - Fregatter av Adelaide-klass (SM-1MR)
  - Robotjagare av Perth-klass (SM-1MR)
- Bahrain
  - Fregatten RBNS Sabha (f.d. USS Jack Williams)
- Egyptens flotta
  - Fregatter Mubarak-klass (SM-1MR)
- Greklands flotta
  - Robotjagare av Kimon-klass (f.d. Charles F. Adams-klass)
- Spaniens flotta
  - Fregatter av Santa María-klass (SM-1MR)
- Taiwans flotta
  - Fregatter av Cheng Kung-klass (SM-1MR)
  - Robotjagare av Kee Lung-klass (SM-1MR)
- Turkiets flotta
  - Fregatter av G-klass (SM-1MR)
- Deutsche Marine
  - Robotjagare av Lütjens-klass (SM-1MR)
- USA:s flotta
  - Robotjagare av Charles F. Adams-klass. SM-1MR (endast tre fartyg fick NTU och SM-2MR)
  - Robotkryssare av Albany-klass. SM-1MR (uppgraderad från Tartar-robotar)
  - Robotjagare av Oliver Hazard Perry-klass. SM-1MR
  - Robotjagare av Kidd-klass. SM-1MR (ursprungligen byggda för Iran)
  - Robotkryssare av California-klass. SM-1MR
  - Robotkryssare av Virginia-klass. SM-1MR
  - Robotkryssare av Ticonderoga-klass. SM-2MR
  - Robotjagare av Arleigh Burke-klass. SM-2MR